# Садиба Голубовського (Київ)
Садиба Голубовського — комплекс будівель у Печерському районі міста Києва на вулиці Саксаганського, під № 15. Складається із головного будинку (№ 15-а) та флігеля (№ 15-б), які визнані пам'ятками культурної спадщини. Головний будинок — типовий зразок житлової забудови Києва періоду історизму.

## Історія
Ділянка, на якій розташовані сучасні будинки № 15-а і № 15-б, з 1858 року належала міщанці М. Островській. До кінця 1890-х років ділянка перейшла у власність домовласниці М. Почтар, яка вирішила звести на ній прибутковий будинок із флігелями. Автором проекту став київський архітектор А.-Ф. Краусс, який також здійснював догляд за процесом будівництва. Креслення проекту затвердили і квітні 1898 року, ймовірно того ж року звели головний будинок, адже флігель побудували наступного, 1899 року. За проектом планувалося звести кілька флігелів на чотири та три поверхи, проте збудували лише один, триповерховий.

## Опис
Головний будинок садиби цегляний, пофарбований, стоїть на червоній лінії забудови вулиці. Має чотири поверхи та цоколь, трисекційний, П-подібний у плані за рахунок двох симетричних крил, що виходять на подвір'я. Дах двосхилий, з бляшаним покриттям, перекриття пласкі.
Головний фасад симетричний, одноосьовий, вертикально розкріпований, оздоблений у стилі історизм з елементами неоренесансу. На центральній осі, виділеній подвійною розкріповкою, розташовані головний вхід і сходи, завершує вісь ступінчастий аттик, який первісно увінчувався банею, пізніше втраченою. Проїзд на подвір'я садиби розташований ліворуч від головного входу і раніше закривався металевою ажурною брамою.
Фасад фланкований досить великими, на три вікна балконами з ажурними металевими ґратами; частину балконів у 1990-х—2000-х роках засклили, що значно спотворило загальний вигляд фасаду. На рівні першого і другого поверхів фасад розчленований вертикально лопатками, на другому поверсі рустованими, на рівні третього і четвертого поверхів — великими канелюрованими пілястрами, що візуально об'єднують площину цих поверхів. По горизонталі фасад розчленований міжповерховими профільованими карнизами. Антаблемент досить простий, складається із зубчастого фриза і значно винесеного профільованого карниза.
Вікна прості, прямокутні, ті, що розташовані на балконах, — помітно вужчі за тих, що розташовані обабіч центральної осі. Центральне вікно четвертого поверху має аркову перемичку та увінчане фігурним замковим каменем і рослинним орнаментом в антревольті. З боків вікна прикрашені лопатками, надвіконні простори вікон першого, другого і четвертого поверхів містять ліплені рослинні вставки. На другому і четвертому поверхах вікна в центральні осі та вікна обабіч неї мають також підвіконні тафлі, на другому поверсі — з рослинним орнаментом, на четвертом — з меандром. Два вікна четвертого поверху, обабіч центральної осі увінчані ліпним фризом. Пілястри на рівні четвертого поверху прикрашені гірляндами.
Дворовий фасад має значно простіше оформлення.
Від первісного інтер'єру будинку збереглися лише огородження двомаршових сходів.

### Флігель
Розташований у глибині ділянки, паралельно вулиці. Будівля цегляна, пофарбована, прямокутна у плані, має три поверхи та підвал. Первісне внутрішнє планування передбачало по дві квартири на поверсі. Головний вхід розташований на центральній осі.
Фасад симетричний, одноосьовий, має досить скромне оздоблення у стилі ренесансу, розкріпований вертикально. Оздоблення флігеля деякою мірою повторює оздоблення головного будинку, зокрема перший поверх прикрашають рустовані лопатки, другий і третій виділені високими канелюрованими пілястрами, на флангах фасаду розташовані балкони. Вікна прості, прямокутні. По горизонталі фасад розкреслений гуртами і міжвіконними лопатками. Увінчаний зубчастим карнизом.

## Відомі мешканці
У 1904—1905 роках у квартирі № 6 мешкав Петро Васильович Голубовський, історик, професор Київського університету.